# Pszczynka
Pszczynka je řeka, levý přítok Visly na území okresu Wodzisław a Jastrzębie-Zdrój v Slezském vojvodství v Polsku.

## Popis
Řeka je dlouhá 45,26 km, nejkratší vzdálenost od pramene k ústí je 38.82 km. Rozloha povodí je 368 km². Řeka pramení v Rybnické výšině v okolí Gogołowa. Její tok směřuje na východ často v regulovaném korytě. Protéká Slezskou výšinou a Osvětimskou kotlinou. Na řece jsou vodní nádrže, největší je vodní nádrž Łąka. Dolní část toku kanály protéká rybniční soustavou okolo obce Wola a jižně od obce Jedlina se vlévá zleva do Visly v nadmořské výšce 229,5 m n. m. Průměrný roční průtok je 1,51 m³/s. Řeka má hodně bezejmenných přítoků, mezi hlavní patří Dokawa a Korzenica.
V řece jsou zastoupeny druhy ryb jako jsou plotice, cejn, kapr, jelec jesen, ježdík, okoun a candát.